# Parlamento della Rioja
Il Parlamento della Rioja (in spagnolo e ufficialmente: Parlamento de La Rioja) è l'organo legislativo della Comunità autonoma della Rioja. I suoi membri hanno il compito di rappresentare i cittadini della Rioja. Sono scelti a suffragio universale, libero, diretto e segreto, secondo il sistema proporzionale.

## Storia
Nel 1982, con l'approvazione dello Statuto di autonomia di La Rioja, fu costituito come organo legislativo, essendo eletto democraticamente.

## Composizione
Il numero di deputati eletti per la XI legislatura è 33. Sono eletti in una sola circoscrizione che corrisponde alla comunità autonoma.

## Competenze
Il Parlamento di La Rioja è responsabile della scelta del Presidente della Comunità autonoma tra i suoi membri. Il Presidente esercita il potere esecutivo e nomina il governo della giunta. 
Le attribuzioni del Parlamento secondo lo Statuto di autonomia sono, tra le altre:
- Esercizio del potere legislativo della comunità.
- Il controllo del governo della giunta e del suo presidente.
- L'approvazione dei bilanci.
- L'elezione del Presidente della giunta.
- Nominare i Senatori eletti indirettamente corrispondenti alla Comunità.
- Imporre e riscuotere le tasse.

## Presidenti
| Nome                                       | Periodo | Partito | Partito |
| ------------------------------------------ | --- | ------- | ------- |
| Félix Palomo Saavedra                      | 1983-1987 |         | PSOE    |
| Manuel María Fernández Ilarraza            | 1987-1988 |         | PSOE    |
| Félix Palomo Saavedra                      | 1988-1995 |         | PSOE    |
| María del Carmen Las Heras Pérez-Caballero | 1995-1999 |         | PP      |
| José Ignacio Ceniceros González            | 1999-2003 (Primo Mandato); 2003-2007 (Secondo Mandato); 2007-2011 (Terzo Mandato); 2011-2015 (Quarto Mandato) |         | PP      |
| Ana Lourdes González García                | 2015-2019 |         | PP      |
| Jesús María García García                  | 2019-2023 |         | PSOE    |
| Marta Fernández Cornago                    | 2023- |         | PP      |